# Louis Henri Armand Béhic
Louis Henri Armand Béhic (Parigi, 15 gennaio 1809 – Parigi, 2 marzo 1891) è stato un politico, avvocato e imprenditore francese.
Fu ministro dell'agricoltura, del commercio e dei lavori pubblici nel governo di Napoleone III.

## Biografia
Louis Henri Armand Behic nacque a Parigi il 15 gennaio 1809. Si laureò in legge ed entrò nell'amministrazione finanziaria nel 1826, passando all'amministrazione finanziaria dell'esercito in occasione dell'Invasione di Algeri del 1830. Divenuto ispettore delle finanze nel 1845, visitò la Corsica ed i Caraibi con questo ruolo e nel 1845 venne nominato direttore delle finanze del ministero della marina.
Il 1º agosto 1846 Behic venne eletto deputato per Avesnes, ponendosi nello schieramento di centro-destra.
Si dimise durante la rivoluzione di febbraio del 1848.
Divenne quindi direttore della fabbrica di ferro Vierzon e venne eletto nel consiglio di stato nel 1849 come membro della sezione legislativa. Dopo il colpo di stato del dicembre del 1851 di Luigi Napoleone Bonaparte, Behic divenne nuovamente direttore della fabbrica Vierzon.
Nel 1853 divenne ispettore generale delle Messageries Maritimes, incaricato di organizzare le rotte postali via mare e divenendo presidente della compagnia del quale era direttore.
Nel 1854 organizzò i trasporti per la guerra di Crimea.
Acquistò la Société des Forges et Chantiers de la Méditerranée per le Messageries Maritimes nel 1856, occupandosi anche della riorganizzazione dei porti delle colonie.
Il 23 luglio 1865 l'imperatore Napoleone III lo nominò ministro dell'agricoltura, del commercio e dei lavori pubblici, rimpiazzando in tale ruolo Eugène Rouher.
Iniziò quindi delle indagini sull'operato e la corretta amministrazione della Banca di Francia, del servizio ferroviario nazionale e promosse dei nuovi regolamenti per contrastare il diffondersi dell'epidemia di colera.
Si dimise il 17 gennaio 1867 e tre giorni dopo venne nominato senatore.
Il 30 gennaio 1876 Behic corse nuovamente per le elezioni ed ottenne nuovamente un seggio per la Gironda, schierandosi col partito di destra Appel au peuple.
Concorse alle elezioni un'ultima volta il 5 gennaio 1879 ma non venne rieletto.
Louis Henri Armand Behic morì il 2 marzo 1891 a Parigi, all'età di 82 anni.